# 佩雷拉达
佩拉拉达（西班牙語：Perelada），是西班牙加泰罗尼亚赫罗纳省的一个市镇。总面积44平方公里，总人口1920人（2013年），人口密度31人/平方公里。